# Long Island (Kansas)
Long Island è un comune degli Stati Uniti d'America, situato nello Stato del Kansas, nella contea di Phillips.